# Sochos
Sochos (griechisch Σοχός (m. sg.)) ist einer von sieben Gemeindebezirken der zentralmakedonischen Gemeinde Langadas im Norden Griechenlands.

## Geographie

### Lage
Sochos liegt auf einer Hochebene südlich des Vertiskos-Gebirges, rund 15 Kilometer nördlich des Volvi-Sees und 40 Kilometer nordöstlich von Thessaloniki, der Hauptstadt der Region Zentralmakedonien.

### Klima
Das mittelwarm-feuchte Klima von Sochos wird durch kalte Winter und warme Sommer bestimmt.

## Verwaltungsgliederung
Die Landgemeinde Sochos (Κοινότητα Σωχού Kinótita Sochoú) mit Sitz im gleichnamigen Ort wurde 1918 gegründet. Nach der Umbenennung 1940 (Κοινότητα Σοχού Kinótita Sochoú) folgte 1946 die Erhebung zur Gemeinde (Δήμος Σοχού Dímos Sochoú). Mit der Gemeindereform 1997 erfolgte die Eingemeindung der Landgemeinden Askos und Kryoneri. Im Zuge der Verwaltungsreform 2010 wurde die Gemeinde Sochos mit weiteren sechs Gemeinden zur Gemeinde Langadas fusioniert, wo Sochos nunmehr den Status eines Gemeindebezirks hat und in einen Stadtbezirk und zwei Ortsgemeinschaften untergliedert ist.
| Stadtbezirk Ortsgemeinschaft | griechischer Name           | Code     | Fläche (km²) | Einwohner 2011 | Dörfer und Siedlungen |
| ---------------------------- | --------------------------- | -------- | ------------ | -------------- | --------------------- |
| Sochos                       | Δημοτική Κοινότητα Σοχού    | 07090701 | 152,740      | 3094           | Sochos                |
| Askos                        | Τοπική Κοινότητα Ασκού      | 07090702 | 070,419      | 1426           | Askos                 |
| Kryoneri                     | Τοπική Κοινότητα Κρυονερίου | 07090703 | 058,583      | 1310           | Kryoneri, Avgi        |
| Gesamt                       | Gesamt                      | 070907   | 281,742      | 5830           |                       |

## Politik
Städte-/Gemeindepartnerschaft
Sochos führte ab 27. Mai 1993 eine Partnerschaft mit dem Berliner Bezirk Steglitz, seit 2001 mit dem Bezirk Steglitz-Zehlendorf.

## Wirtschaft
In und um Sochos wurden von der Antike bis zum Anfang des 20. Jahrhunderts Gold und Silber abgebaut und bescherten der Gemeinde einen gewissen Reichtum. Wichtigste landwirtschaftliche Produkte der Gegend sind heute Getreide, Sonnenblumen, Tabak, Futtermittelpflanzen und Obst; Viehzucht und Waldwirtschaft sind weitere wichtige Wirtschaftszweige.

## Kultur und Sehenswürdigkeiten

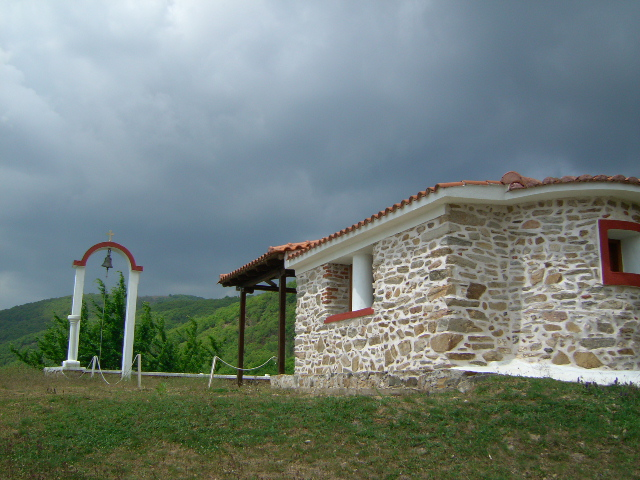
Ilias-Kirche

Die Kirche des Heiligen Georg, eine um 1770 erbaute Basilika wurde wegen seiner bemerkenswerten Holzschnitzkunst und der Ikonen aus dem Jahr 1817 als historisches Denkmal ausgewiesen. Der „Alte Tabakschuppen“ (Παλαιό Καπνομάγαζο Paleó Kapnomágazo) wurde 2003 unter Denkmalschutz gestellt. Das Gebäude aus dem frühen 20. Jahrhundert wird als bedeutsam für die Erforschung der Architekturentwicklung angesehen. Darüber hinaus ist es ein historisches Zeugnis für das wirtschaftliche Wachstum Nordgriechenlands durch Anbau und Vermarktung von Tabak.
Daneben gibt es in Sochos ein kleines Heimatmuseum, das Frauenkloster der „Muttergottes Theoskepastos“ mit besonders enger Verbindung zum Kloster Dochiariou in der Mönchsrepublik Athos sowie die Ilias-Kirche zu bewundern.

## Persönlichkeiten
Persönlichkeiten, die in Sochos geboren wurden oder vor Ort gewirkt haben:
- Ioannis Glavinas, Politiker
- Evangelos Papazachariou
- Nikos Psarras (* 1971), Schauspieler
- Zyranna Zateli (* 1951), griechische Schriftstellerin, in Sochos geboren